# William Calley
William Laws Calley jr. (Miami, 8 juni 1943 – Gainesville, 28 april 2024) was een Amerikaans luitenant die voor oorlogsmisdrijven veroordeeld werd. Hij werd medeverantwoordelijk geacht voor het bloedbad in het Vietnamese dorp Mỹ Lai waar Amerikaanse soldaten op 16 maart 1968 tijdens de Vietnamoorlog honderden ongewapende burgers, vooral vrouwen, kinderen en baby's hebben vermoord. Verscheidene vrouwen werden verkracht.
Het Amerikaanse leger probeerde eerst de feiten te krampachtig te verbergen, maar later kwam er toch een onderzoek. Alleen William Calley werd in 1971 veroordeeld voor moord en veroordeeld tot levenslang. Twee dagen later beval president Richard Nixon zijn vrijlating. Calley onderging 3½ jaar huisarrest en werd daarna vrijgelaten. Vijfentwintig andere Amerikaanse soldaten werden ook in staat van beschuldiging gesteld, maar geen van hen werd veroordeeld.
Calley overleed op 28 april 2024 op 80-jarige leeftijd.